# KCNJ1
KCNJ1 (англ. Potassium voltage-gated channel subfamily J member 1) – білок, який кодується однойменним геном, розташованим у людей на короткому плечі 11-ї хромосоми.  Довжина поліпептидного ланцюга білка становить 391 амінокислот, а молекулярна маса — 44 795.
| 10         |  | 20         |  | 30         |  | 40         |  | 50         |
| ---------- |  | ---------- |  | ---------- |  | ---------- |  | ---------- |
| MNASSRNVFD |  | TLIRVLTESM |  | FKHLRKWVVT |  | RFFGHSRQRA |  | RLVSKDGRCN |
| IEFGNVEAQS |  | RFIFFVDIWT |  | TVLDLKWRYK |  | MTIFITAFLG |  | SWFFFGLLWY |
| AVAYIHKDLP |  | EFHPSANHTP |  | CVENINGLTS |  | AFLFSLETQV |  | TIGYGFRCVT |
| EQCATAIFLL |  | IFQSILGVII |  | NSFMCGAILA |  | KISRPKKRAK |  | TITFSKNAVI |
| SKRGGKLCLL |  | IRVANLRKSL |  | LIGSHIYGKL |  | LKTTVTPEGE |  | TIILDQININ |
| FVVDAGNENL |  | FFISPLTIYH |  | VIDHNSPFFH |  | MAAETLLQQD |  | FELVVFLDGT |
| VESTSATCQV |  | RTSYVPEEVL |  | WGYRFAPIVS |  | KTKEGKYRVD |  | FHNFSKTVEV |
| ETPHCAMCLY |  | NEKDVRARMK |  | RGYDNPNFIL |  | SEVNETDDTK |  | M          |

A: Аланін

C: Цистеїн

D: Аспарагінова кислота

E: Глутамінова кислота

F: Фенілаланін

G: Гліцин

H: Гістидин

I: Ізолейцин

K: Лізин

L: Лейцин

M: Метіонін

N: Аспарагін

P: Пролін

Q: Глутамін

R: Аргінін

S: Серин

T: Треонін

V: Валін

W: Триптофан

Кодований геном білок за функціями належить до іонних каналів, потенціалзалежних каналів. 
Задіяний у таких біологічних процесах як транспорт іонів, транспорт, транспорт калію. 
Білок має сайт для зв'язування з АТФ, нуклеотидами, калію. 
Локалізований у клітинній мембрані, мембрані.